# ロブ・ウォーカー・レーシングチーム
ロブ・ウォーカー・レーシング・チーム（Rob Walker Racing Team）は、1953年から1972年までF1に参戦していたレーシングチーム。コンストラクターではなく、クーパー、ロータス、ブラバムなどのシャーシを購入して参戦したプライベーターチームである。
ウィスキーメーカーとして有名なジョニー・ウォーカーの創設者の末裔であるロブ・ウォーカーが設立。

## F1
1953年にコンノートのシャーシを購入して参戦を開始。
1956年は参戦しなかったが、1957年からはクーパー中心の参戦にスイッチし、スターリング・モスを擁してしばしばワークスチームを打ち負かした。

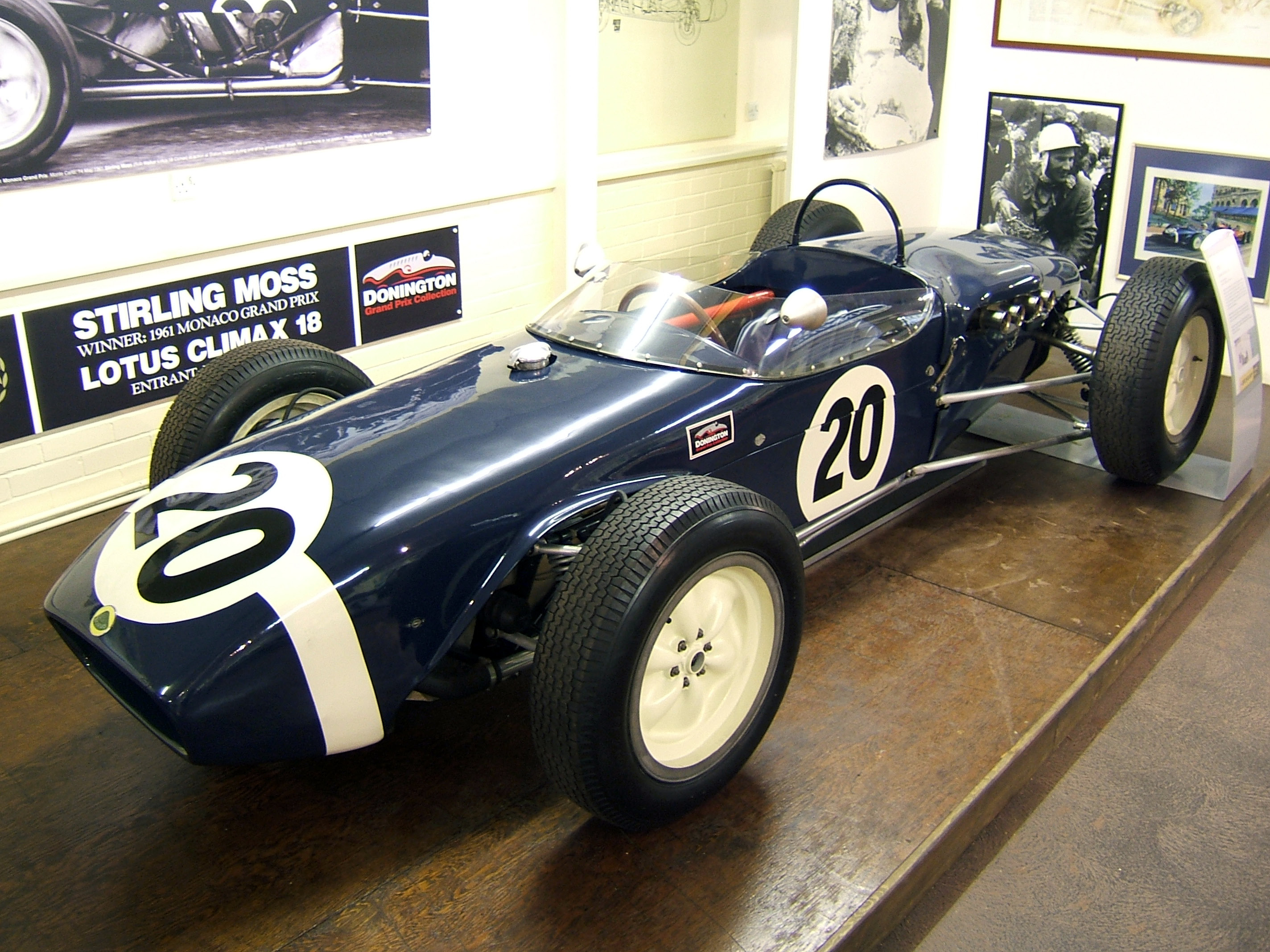
スターリング・モスが1961年モナコGPで優勝した時のロータス・18

特に1958年アルゼンチングランプリではチームとして初の優勝をスターリング・モスのドライブで手にしたが、これはミッドシップエンジン搭載車として初めての優勝でもあった。
しかし、モスは1962年シーズンの開幕前に事故で引退を余儀なくされてしまった。その後、ヨアキム・ボニエやジョー・シフェールを擁して戦った。1968年イギリスグランプリでシフェールがロータス・49Bを駆って7年ぶりの優勝を飾ったが、これが最後の優勝となる。
1971年から1972年にかけてはサーティースのシャーシを購入して出走したが数度入賞するにとどまり、表彰台を獲得することはできなかった。
幾度か共同オーナーを持ちチーム名が変化している。そのため、「R.R.C.ウォーカー」、「ロブ・ウォーカー」、「ウォーカー/ジャックダルシャー」、「ブルックボンド/ウォーカー」といった様々なチーム名を名乗っていた。

## 変遷表(F1)
| 年   | エントラント                                                 | マシン              | エンジン                                          | タイヤ | 燃料          | ドライバー | ポイント | 優勝 |
| ---- | ------------------------------------------------------------ | ------------------- | ------------------------------------------------- | ------ | ------------- | --- | -------- | ---- |
| 1953 | R.R.C. ウォーカー・レーシング・チーム                        | コンノートA         | フランシス 2.0 L4                                 |        |               | トニー・ロルト                                                                                                   | 0        | 0    |
| 1954 | R.R.C. ウォーカー・レーシング・チーム                        | コンノートA         | フランシス 2.0 L4                                 |        |               | ジョン・リズリー＝プリチャード                                                                                   | 0        | 0    |
| 1955 | R.R.C. ウォーカー・レーシング・チーム                        | コンノートA         | アルタ 1.5 L4                                     |        |               | トニー・ロルト ピーター・ウォーカー                                                                              | 0        | 0    |
| 1957 | R.R.C. ウォーカー・レーシング・チーム                        | クーパーT43         | クライマックスFPF 2.0 L4 クライマックスFWB 1.5 L4 |        |               | ジャック・ブラバム                                                                                               | 0        | 0    |
| 1958 | R.R.C. ウォーカー・レーシング・チーム                        | クーパーT43,T45     | クライマックスFPF 2.0,2.2,1.5 L4                  | D      |               | スターリング・モス モーリス・トランティニアン ロン・フロックハート ウォルフガング・ザイデル フランソワ・ピカール | 16       | 2    |
| 1959 | R.R.C. ウォーカー・レーシング・チーム                        | クーパーT51         | クライマックスFPF 2.5 L4                          | D      |               | スターリング・モス モーリス・トランティニアン                                                                    | 19       | 2    |
| 1960 | ロブ・ウォーカー・レーシングチーム                           | クーパーT51         | クライマックスFPF 2.5 L4                          | D      |               | スターリング・モス モーリス・トランティニアン                                                                    | 0        | 0    |
| 1960 | ロブ・ウォーカー・レーシングチーム                           | ロータス18          | クライマックスFPF 2.5 L4                          | D      |               | スターリング・モス                                                                                               | 16       | 2    |
| 1961 | ロブ・ウォーカー・レーシングチーム                           | ロータス18,18/21,21 | クライマックス4 1.5 L4                            | D      |               | スターリング・モス                                                                                               | 16       | 2    |
| 1961 | ロブ・ウォーカー・レーシングチーム                           | ファーガソンP99     | クライマックスFPF 1.5 L4                          | D      |               | ジャック・フェアマン                                                                                             | 0        | 0    |
| 1962 | ロブ・ウォーカー・レーシングチーム                           | ロータス24          | クライマックスFWMV 1.5 L4                         | D      |               | モーリス・トランティニアン                                                                                       | 0        | 0    |
| 1963 | ロブ・ウォーカー・レーシングチーム                           | クーパーT60,T66     | クライマックスFWMV 1.5 L4                         | D      |               | ヨアキム・ボニエ                                                                                                 | 3        | 0    |
| 1964 | ロブ・ウォーカー・レーシングチーム                           | クーパーT66         | クライマックスFWMV 1.5 L4                         | D      |               | エドガー・バルト ヨアキム・ボニエ                                                                                | 2        | 0    |
| 1964 | ロブ・ウォーカー・レーシングチーム                           | ブラバムBT7         | クライマックスFWMV 1.5 L4                         | D      |               | ヨアキム・ボニエ                                                                                                 | 0        | 0    |
| 1964 | ロブ・ウォーカー・レーシングチーム                           | ブラバムBT11        | BRM 1.5 L4                                        | D      |               | ヨアキム・ボニエ ヨッヘン・リント ジャコモ・ルッソ ジョー・シフェール ハプ・シャープ                             | 4        | 0    |
| 1965 | ロブ・ウォーカー・レーシングチーム                           | ブラバムBT7         | クライマックスFWMV 1.5 L4                         |        |               | ヨアキム・ボニエ                                                                                                 | 0        | 0    |
| 1965 | ロブ・ウォーカー・レーシングチーム                           | ブラバムBT11        | BRM 1.5 L4                                        |        |               | ジョー・シフェール                                                                                               | 5        | 0    |
| 1966 | ロブ・ウォーカー・レーシングチーム                           | ブラバムBT11        | BRM 1.9 V8                                        | D      |               | ジョー・シフェール                                                                                               | 0        | 0    |
| 1966 | ロブ・ウォーカー・レーシングチーム                           | クーパーT81         | マセラティTipo9 3.0 V12                           | D      | BP            | ジョー・シフェール                                                                                               | 0        | 0    |
| 1967 | ロブ・ウォーカー/ジャック・ダルシャー・レーシング            | クーパーT81         | マセラティTipo9,10 3.0 V12                        |        | BP            | ジョー・シフェール                                                                                               | 6        | 0    |
| 1968 | ロブ・ウォーカー/ジャック・ダルシャー・レーシング            | クーパーT81         | マセラティTipo10 3.0 V12                          |        | BP            | ジョー・シフェール                                                                                               | 0        | 0    |
| 1968 | ロブ・ウォーカー/ジャック・ダルシャー・レーシング            | ロータス49,49B      | フォードDFV 3.0 V8                                | F      | BP            | ジョー・シフェール                                                                                               | 9        | 1    |
| 1969 | ロブ・ウォーカー/ジャック・ダルシャー・レーシング            | ロータス49B         | フォードDFV 3.0 V8                                | F      | BP            | ジョー・シフェール                                                                                               | 6        | 0    |
| 1970 | ロブ・ウォーカー・レーシングチーム                           | ロータス49C         | フォードDFV 3.0 V8                                | F      | シェル        | グラハム・ヒル ブライアン・レッドマン                                                                            | 0        | 0    |
| 1970 | ブルック・ボンド オクソ レーシング/ロブ・ウォーカー          | ロータス49C,72C     | フォードDFV 3.0 V8                                | F      | シェル        | グラハム・ヒル                                                                                                   | 3        | 0    |
| 1971 | ブルック・ボンド オクソ/ロブ・ウォーカー/チーム サーティース | サーティースTS9     | フォードDFV 3.0 V8                                | F      | BP            | ジョン・サーティース                                                                                             | 3        | 0    |
| 1972 | ブルック・ボンド オクソ/ロブ・ウォーカー/チーム サーティース | サーティースTS9     | フォードDFV 3.0 V8                                | F      | ダッカムス BP | ティム・シェンケン マイク・ヘイルウッド                                                                          | 6        | 0    |